# Aalborg Pirates
Aalborg Pirates je hokejový klub z Aalborgu, který hraje nejvyšší Dánskou hokejovou ligu.

## Historie
Klub byl založen roku 1967. V roce 1981 vyhrál dánskou hokejovou ligu. Roku 1997 byl klub sloučen s konkurenčním menším klubem IK Aalborg a hrál pod názvem Aalborg Ishockey Klub až do roku 2003. Pak ale vinou finančních problémů IK Aalborg prodal licenci týmu AaB. Jejich domovským stadionem je Gigantium Isarena s kapacitou 5000 lidí. Klubové barvy jsou bílá a červená.

### Historické názvy
- 1967 - AaB Ishockey
- 1997 - Aalborg Ishockey Klub (AIK)
- 2003 - AaB Ishockey
- 2012 - Aalborg Pirates

### Historické úspěchy
Dánská hokejová liga
- 1.místo 4x - 1981, 2018, 2022, 2023

- 2.místo 11x - 1976, 1983, 1984, 1987, 1989, 2004, 2005, 2006, 2007, 2010, 2021

- 3.místo 7x - 1977, 1979, 1980, 1982, 1988, 1991, 1994

Dánský hokejový pohár
- 1.místo 3x - 2007, 2018, 2022

- 2.místo 1x - 2017

### Historické výsledky
- 1998/99 – stříbro po prohře ve finále s týmem Esbjerg
- 2004/05 – stříbro po prohře ve finále s týmem Herning Blue Fox
- 2005/06 – stříbro po prohře ve finále s týmem SønderjyskE Ishockey 2:4 na zápasy
- 2007/08 – konec ve čtvrtfinále s týmem Odense Bulldogs
- 2008/09 – skončili na 9. místě, ale po bankrotu TOTEMPO HvIK se posunuli na 8. pozici a proklouzli tak do bojů playoff, tam ale vypadli s mužstvem Herning Blue Fox, kteří nakonec získali stříbro, když prohráli 3:4 na zápasy s mužstvem SønderjyskE

## Hokejová aréna
Klub hraje v hokejové hale Gigantium Isarena, která je s 5000 místy největší hokejovou arénou v Dánsku. Hala mění svůj název podle sponzora aktuálně Sparekassen Danmark Isarena. Provoz Gigantium Isarena byl spuštěn v únoru 2007 kdy nová aréna nahradila starou Aalborg Skøjtehal z roku 1967.

## Nejlepší hráči
- Bo Nordby Tranholm
- Martin Rajtar
- Fredrik Åkesson
- Ronny Larsen
- Heinz Ehlers
- Kasper Degn
- Chris Dingman
- Dmytro Jakušyn